# Wayne City
Wayne City – wieś w Stanach Zjednoczonych, w stanie Illinois, w hrabstwie Wayne.